# Українська сільська рада (Вітовський район)
Украї́нська сільська́ ра́да — адміністративно-територіальна одиниця та орган місцевого самоврядування у Вітовському районі Миколаївської області. Адміністративний центр — село Українка.

## Загальні відомості
- Населення ради: 1 170 осіб (станом на 2001 рік)

## Населені пункти
Сільській раді підпорядковані населені пункти:
- с. Українка

## Склад ради
Рада складається з 16 депутатів та голови.
- Голова ради: Корнієнко Людмила Степанівна
- Секретар ради: Лесів Наталія Тимофіївна

### Керівний склад попередніх скликань
| Прізвище, ім'я, по батькові  | Основні відомості                                                         | Дата обрання | Дата звільнення |
| ---------------------------- | ------------------------------------------------------------------------- | ------------ | --------------- |
| Корнієнко Людмила Степанівна | Сільський голова, 1959 року народження, освіта вища, позапартійна         | 26.03.2006   | 31.10.2010      |
| Корнієнко Людмила Степанівна | Сільський голова, 1959 року народження, освіта вища, член Партії регіонів | 31.10.2010   |                 |

Примітка: таблиця складена за даними сайту Верховної Ради України

### Депутати
За результатами місцевих виборів 2010 року депутатами ради стали:

#### За суб'єктами висування
| Суб'єкт висування                 | Кількість обраних депутатів | %    |
| --------------------------------- | --------------------------- | ---- |
| Партія регіонів                   | 10                          | 62,5 |
| Самовисування                     | 5                           | 31,3 |
| Політична партія «Сильна Україна» | 1                           | 6,3  |

#### За округами
| № округу                          | Прізвище, ім'я, по батькові    | Дата визнання обраним | Освіта             | Партійна приналежність                  | Відомості про обраного депутата                                     |
| --------------------------------- | ------------------------------ | --------------------- | ------------------ | --------------------------------------- | ------------------------------------------------------------------- |
| Партія регіонів                   |                                |                       |                    |                                         |                                                                     |
| 1                                 | Дмитрієв Олег Анатолійович     | 03.11.2010            | вища               | член Партії регіонів                    | тимчасово не працює                                                 |
| 3                                 | Карабін Людмила Григорівна     | 03.11.2010            | середня            | член Партії регіонів                    | пенсіонер                                                           |
| 4                                 | Довгошлюбна Наталія Миколаївна | 03.11.2010            | незакінчена вища   | член Партії регіонів                    | Бухгалтер ЖКП                                                       |
| 7                                 | Покотилова Зоя Володимирівна   | 03.11.2010            | середня спеціальна | член Партії регіонів                    | Українківська загальноосвітня школа, заст. дир. з виховної роботи   |
| 9                                 | Яцковець Алла Михайлівна       | 03.11.2010            | вища               | член Партії регіонів                    | ПАТ «Лакталіс Миколаїв», приймальниця молока в часному секторі      |
| 10                                | Лесів Наталія Тимофіївна       | 03.11.2010            | середня спеціальна | член Партії регіонів                    | Секретар Українківскої сільської ради, секретар                     |
| 11                                | Прозапас Олена Олександрівна   | 03.11.2010            | вища               | член Партії регіонів                    | Українківська загальноосвітня школа, вчитель зарубіжної літератури  |
| 12                                | Шостак Наталія Іванівна        | 03.11.2010            | середня спеціальна | член Партії регіонів                    | Українківська сільська рада, землевпорядник                         |
| 14                                | Бардовська Надія Павлівна      | 03.11.2010            | середня спеціальна | член Партії регіонів                    | пенсіонер                                                           |
| 15                                | Сутула Ольга Ярославівна       | 03.11.2010            | середня спеціальна | член Партії регіонів                    | Українківський ДНЗ «Вербиченька», завідувачка                       |
| Політична партія «Сильна Україна» |                                |                       |                    |                                         |                                                                     |
| 8                                 | Ревкова Тетяна Михайлівна      | 03.11.2010            | вища               | член Політичної партії «Сильна Україна» | Жовтнева централізована бібліотечна система, завідувачка бібліотеки |
| Самовисування                     |                                |                       |                    |                                         |                                                                     |
| 2                                 | Маркова Ольга Василівна        | 03.11.2010            | середня спеціальна | позапартійна                            | тимчасово не працює                                                 |
| 5                                 | Левечко Юхим Васильович        | 03.11.2010            | середня спеціальна | позапартійний                           | пенсіонер                                                           |
| 6                                 | Іщенко Людмила Зіновіївна      | 03.11.2010            | середня спеціальна | позапартійна                            | Соціальний працівник                                                |
| 13                                | Гончар Ксенія Андріївна        | 03.11.2010            | середня спеціальна | позапартійна                            | Миколаївська ЦПС № 1, листоноша                                     |
| 16                                | Мірча Галина Юліанівна         | 03.11.2010            | середня            | позапартійна                            | тимчасово не працює                                                 |